# Мангасарян Крістіне Арменівна
Крістіне Арменівна Мангасарян (нар. 17 травня 1991) — вірменська футболістка, півзахисниця. Виступала за збірною Вірменії. Перша вірменська футболістка, яка уклала професіональний контракт з західноєвропейським клубом.

## Життєпис
Батько, дядько й брат — професіонеальні футболісти. Тренер — Ліана Айрапетян, наставниця збірної Вірменії WU-19. Крістіна розпочала грати в футбол у 14-річному віці, проте виступала переважно як аматор. Розпочинала кар'єру в клубі «Бананц». У 2012 році Крістіне перейшла в рязанської команду «Рязань-ВДВ», причому клуб придбав її за особистим розпорядженням тренера Гарніка Аваляна. Виступала переважно за молодіжну команду клубу, відзначившись у декількох матчах, частину сезону 2012/13 років провела в оренді в азовській «Дончанці». У 2014 році перейшла в «Ятрань-Берестівець». Дебютувала за команду з Уманщини 4 вересня в програному (0:6) домашньому поєдинку 10-о туру Вищої ліги проти харківського «Житлобуду-1». Першим голом у чемпіонаті України відзначилася 23 вересня 2014 року на 53-й хвилині програного (1:5) виїзного поєдинку 3-о туру чемпіонату України проти харківського «Житлобуду-1». Мангасарян вийшла на поле в стартовому складі та відіграла увесь матч. У складі «Ятраня» зіграла 8 матчів у чемпіонаті України, в яких відзначилася 5-а голами. У Казахстані виступала за «Кокше». У збірній Вірменії грала до 2012 року, допоки та не була розформована. З 2009 по 2011 роки провела 10 матчів у збірній, відзначилася 1 голом у матчі кваліфікації чемпіонату світу проти збірної Словенії; всього ж зіграла щонайменше 16 матчів та відзначилася не менше, ніж двома голами. У сезоні 2013/14 років завдяки вдалим виступам за «Єреван-ГМ» стала найкращою футболісткою Вірменії.
15 лютого 2016 року Крістіна вперше в історії уклала професіональний контракт зі шведським клубом АІК: вона обрала цей клуб, оскільки вважала чемпіонат Швеції та збірну Швеції найсильнішими в Європі. 11 червня 2016 року в матчі проти «Кальмара» відзначилася голом після влучного удару з-за меж штрафного майданчика.